# En quête des sœurs Papin
Pour plus de détails, voir Fiche technique et Distribution.
En quête des sœurs Papin est un film français réalisé par Claude Ventura, sorti en 2000. Il est sorti au cinéma en même temps que le film de fiction Les Blessures assassines sur le même sujet.

## Synopsis
Ce documentaire s'intéresse à l'affaire Papin.

## Fiche technique
- Titre : En quête des sœurs Papin
- Réalisation : Claude Ventura
- Scénario : Philippe Paringaux
- Musique : Henri Dutilleux
- Photographie : Claude Ventura
- Montage : Babeth Si Ramdane
- Production : Laurent Pétin et Michèle Pétin
- Société de production : ARP Sélection
- Société de distribution : ARP Sélection (France)
- Narratrice : Pascale Thirode
- Témoins : Michel Bonté, Paulette Houdyer, Alain de Dieuleveult, Gérard Gourmel, Docteur Jean-Maurice Dachary
- Pays de production :  France
- Genre : documentaire
- Durée : 94 minutes
- Dates de sortie : 
  - France : 22 novembre 2000

## Accueil
Frédéric Bonnaud pour Les Inrockuptibles a qualifié le documentaire de « passionnant ». Didier Péron pour Libération évoque un film qui essaie d'« écrire la véritable histoire » des sœurs Papin. Jean-Claude Loiseau pour Télérama écrit que « Ventura met en scène, au meilleur sens du mot, un travail de fourmi sur le terrain ».